# Fernando III do Sacro Império Romano-Germânico
Fernando III (Graz, 13 de julho de 1608 – Viena, 2 de abril de 1657) foi o Imperador Romano-Germânico e Arquiduque da Áustria de 1637 até sua morte, além de Rei da Hungria, Boêmia e Croácia. Era filho do imperador Fernando II e sua primeira esposa Maria Ana da Baviera.

## Vida

### Infância e juventude
Fernando III foi o terceiro filho de Fernando II e Maria Ana da Baviera. Educado pelos jesuítas em Ingolstadt, foi bom músico, letrado notável. Johann Jakob von Dhaun, cavaleiro da Ordem dos Hospitalários, exerceu também grande influência na educação do príncipe.
Arquiduque da Áustria, em dezembro de 1625, foi coroado, em 8 de dezembro de 1626, Rei da Hungria e Rei da Croácia e, em 21 de novembro de 1627, Rei da Boêmia. Depois disso, ele requereu o comando supremo das tropas imperiais e a participação nas campanhas de Albrecht von Wallenstein, unindo-se aos inimigos de Wallenstein e contribuindo para a sua destituição.

### Comandante-em-chefe
Depois da morte de Wallenstein ele se tornou, em 2 de maio de 1634, comandante-em-chefe e com o apoio dos generais Matthias Gallas e Octavio Piccolomini, tomou Donauwörth e Ratisbona, venceu em setembro de 1634 a Batalha de Nördlingen e expulsou os suecos do sul da Alemanha. Devido às suas conquistas ele adquiriu também influência política. Líder do partido pacifista da corte, ele ajudou a negociar a Paz de Praga com os Estados protestantes, especialmente com a Saxônia em 1635. Mais tarde seguiu as estratégias de guerra de seu irmão, o arquiduque Leopoldo Guilherme da Áustria.

### Imperador
Em 30 de dezembro de 1636 ele se tornou Rei dos Romanos. Em 15 de fevereiro de 1637, depois da morte de seu pai, tornou-se o Imperador Romano-Germânico. Herdando a situação criada pela Guerra dos Trinta Anos, ele buscou incansavelmente estabelecer negociações de paz, que foram iniciadas em 1644, mas só foram concluídas em 1648 com a Paz de Vestfália (Tratado de Münster com a França e Tratado de Osnabrück com a Suécia). A firme recusa de Fernando em permitir a liberdade de culto em seus territórios e a retomada da expulsão dos rebeldes da (Contrarreforma), contribuíram enormemente para o atraso da conquista dos acordos de paz.
Depois de Fernando ter conseguido que a Dieta em Ratisbona elegesse seu filho, Fernando IV, Rei dos Romanos, em 1653, apesar deste morrer antes dele em 9 de julho de 1654 e de ter estabelecido uma aliança com os poloneses contra os suecos, ele morreu em 2 de abril de1657.

## A personalidade
Fernando tinha uma grande e imponente personalidade, igualmente religioso, porém menos fanático e nacionalista que seu pai, ao mesmo tempo um protetor das artes e das ciências, bom músico e compositor. Wolfgang Ebner publicou em 1648, em Praga, uma de suas árias com 36 variações; uma canção para quatro vozes, Melothesia Caesarea, a primeira parte de sua música sacra Masurgie, e uma simples canção para coral sobre o salmo Miserere foram publicados no jornal de Leipzig Allgemeinen musikalischen Zeitung, em 1826.

## Família
Em 20 de fevereiro de 1631 Fernando III casou com sua prima, a infanta Maria Ana de Espanha (1606-1646), filha mais nova de Filipe III e de Margarida da Áustria. Tiveram seis filhos:
- Fernando IV (8 de setembro de 1633 – 9 de julho de 1654), sucedeu seu pai rei da Hungria, morreu solteiro e sem descendência;
- Maria Ana (22 de dezembro de 1634 – 16 de maio de 1696), casou-se aos 14 anos com seu tio materno Filipe IV de Espanha, com descendência. Uma de suas filhas, Margarida Teresa, casou-se com o seu irmão, Leopoldo I;
- Filipe Augusto (15 de julho de 1637 – 22 de junho de 1639), morreu na infância;
- Maximiliano Tomás (21 de dezembro de 1638 – 29 de junho de 1639), morreu na infância;
- Leopoldo I (9 de junho de 1640 – 5 de maio de 1705), sucedeu seu irmão como rei da Hungria. Casou-se pela primeira vez com sua sobrinha Margarida Teresa de Áustria, com descendência. Casou-se pela segunda vez com Cláudia Felicidade da Áustria, sem descendência sobrevivente. Casou-se pela terceira e última vez com Leonor Madalena de Neuburgo, com descendência;
- Maria (13 de maio de 1646), morreu algumas horas após seu nascimento.

Enviuvando Fernando III casou, em 1648, com sua prima Maria Leopoldina (1632–1649), Arquiduquesa da Áustria. Ela era a filha mais nova do arquiduque Leopoldo V da Áustria, conde do Tirol e de Cláudia de Médici. Deste casamento tiveram um único filho:
- Carlos José (7 de agosto de 1649 – 27 de julho de 1664), ele foi bispo de Passau, de Olomouc, de Breslau e grão-mestre dos Cavaleiros Teutônicos de 1662 até sua morte.

Em 1651, Fernando III casou com Leonor Gonzaga, princesa de Mântua (1630–1686), filha de Carlos de Gonzaga-Nevers, Duque de Rethel e de Mayenne. Deste casamento nasceram quatro filhos:
- Teresa Maria Josefa (27 de março de 1652 - 26 de julho de 1653), morreu na infância;
- Leonor Maria Josefa (21 de maio de 1653 – 17 de dezembro de 1697), casou-se pela primeira vez em 1670 com Miguel Korybut Wiśniowiecki, Rei da Polônia e Grão-duque da Lituânia, sem descendência sobrevivente. Casou-se pela segunda vez com o duque Carlos V da Lorena, com descendência;
- Maria Ana Josefa (20 de dezembro de 1654 – 4 de abril de 1689), casou-se em 1678 com João Guilherme, Eleitor Palatino, sem descendência sobrevivente;
- Fernando José Alois (11 de fevereiro de 1657 – 16 de junho de 1658), morreu na infância.